# Julija Wladimirowna Drunina
Julija Wladimirowna Drunina (auch Julia oder Yulia Drunina; russisch Ю́лия Влади́мировна Дру́нина [anhörenⓘ], wiss. Transliteration ˈjʉlʲɪjə vlɐˈdʲimʲɪrəvnə ˈdrunʲɪnə; * 10. Mai 1924 in Moskau; † 21. November 1991 im Podolski rajon bei Moskau) war eine sowjetische Dichterin russischer Herkunft.

## Leben
Ihr Vater war Geschichtslehrer, die Mutter Musiklehrerin und Bibliothekarin. Mit 11 Jahren schrieb Julija ihr erstes Gedicht und gewann Ende der 1930er-Jahre einen Gedichtwettbewerb, der mit der Veröffentlichung des Textes in einer Zeitung verbunden war. Im Großen Vaterländischen Krieg ging sie 1941 als Sanitäterin an die Front und wurde 1943 schwer verwundet. Da man sie zunächst für dienstuntauglich erklärte, bewarb sie sich am Moskauer Maxim-Gorki-Literaturinstitut und wurde dort abgelehnt. Sie kehrte an die Front zurück und wurde im November 1944 erneut verwundet, wonach sie sich am Literaturinstitut als Kriegsveteran einschreiben durfte.
Ebenfalls 1944 heiratete sie ihren früheren Klassenkameraden Nikolai Starschinow und bekam 1946 ihre einzige Tochter Jelena. 1947 nahm sie am Ersten All-Unionstreffen junger Autoren teil. Ihrem 1948 erschienenen ersten Gedichtband folgten regelmäßig weitere Bücher. 1960 ließ sie sich scheiden und heiratete den 20 Jahre älteren Drehbuchautor und Regisseur Aleksei Kapler, dem sie bereits 1956 erstmals begegnet war und der 1979 starb. Die Politik Gorbatschows begrüßte sie und wurde in den Obersten Sowjet der UdSSR gewählt. 1991, während des Augustputsches in Moskau, gehörte sie zu den Verteidigern des Weißen Hauses, wurde jedoch durch den Zerfall der Sowjetunion ernüchtert und beging schließlich Suizid. Sie wurde neben Alexei Kapler in Staryj Krym begraben.

## Rezeption

### Übersetzungen ins Deutsche
Texte von ihr erschienen seit 1963 in deutschen Übertragungen von Annemarie Bostroem, Helmut Preißler und Uwe Berger. 1967 trat sie gemeinsam mit anderen sowjetischen Dichtern auf einer Lesung in der Berliner Stadtbibliothek auf. 2016 erschien Wer sagt, daß Don Quichotte gestorben wär? mit einer Auswahl ihrer Gedichte.

### Kritiken
„… so sammelt sie in ihren Gedichten Momente, unscheinbar und zumeist unpathetisch, manchmal getragen von aufblitzender, leiser Ironie. Eingewebt in die einfachen Strophen sind Erfahrungen: dass kein Mensch einem anderen etwas schuldig ist, dass wir das Wichtigste manchmal verlieren, ohne es selbst zu bemerken, dass wir dem Feind leichter verzeihen, was uns beim Freund unverzeihlich scheint. Aber auch – als aus dem Mädchen ein Soldat geworden war und aus dem Soldaten eine Frau – wie ein Geschoss überm Kopf den Schnee von den Zweigen schlägt, und lebenslang wird jeder Flockenfall daran erinnern.“

### Ehrungen
Der 1969 von der sowjetischen Astronomin Ljudmila Tschernych entdeckte Kleinplanet (3804) Drunina (Durchmesser 9 Kilometer) wurde nach Julija Drunina benannt.

## Werke
- Julija Wladimirowna Drunina: Wer sagt, daß Don Quichotte gestorben wär? Hrsg.: Frank Vieweg. Nora, Berlin 2016, ISBN 978-3-86557-402-2.